# Cavenago di Brianza
Cavenago di Brianza es un municipio italiano situado en la provincia de Monza y Brianza, en Lombardía. Tiene una población estimada, a fines de marzo de 2024, de 7490 habitantes.

## Evolución demográfica
| Gráfica de evolución demográfica de Cavenago di Brianza entre 1861 y 2024 |
|                                                                           |
| Fuente: ISTAT - Elaboración gráfica de Wikipedia                          |